# Johann Ludwig Schneller

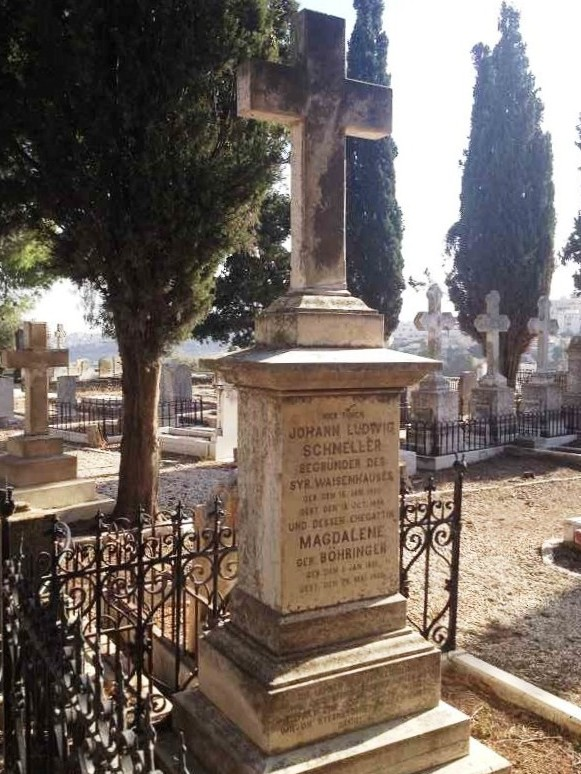
Grab der Eheleute Johann Ludwig und Magdalene Schneller, geb. Böhringer, auf dem ev. Zionsfriedhof in Jerusalem

Johann Ludwig Schneller (* 15. Januar 1820 in Erpfingen; † 18. Oktober 1896 in Jerusalem) war ein schwäbischer Lehrer und Missionar.

## Leben
Schneller wurde als Sohn des Weber- und Landwirtsehepaars Jakob und Anna Katharina Schneller auf der Schwäbischen Alb geboren. Sein Sohn Ludwig gab in der Biografie Vater Schneller an, dass ein Zweig der Familie auf emigrierte Salzburger Protestanten zurückgehe; die Heimatforschung in Sonnenbühl-Erpfingen kann dies bislang nicht bestätigen. Im Elternhaus wurde er durch den Pietismus geprägt. Schneller erhielt seine Schulbildung durch den Pfarrer und von Lehrern seines Heimatortes in privatem Unterricht. 1838 wurde er, ohne ein Lehrerseminar absolviert zu haben, als Lehrer in den württembergischen Staatsdienst aufgenommen. Seiner pietistischen Prägung gemäß begann er, Bibelkreise zu sammeln. 1843 wurde zum Leiter der Strafanstalt Vaihingen an der Enz berufen.
Durch seine missionarischen Aktivitäten kam er in Kontakt mit der Pilgermission St. Chrischona in Basel. 1847 ging er als Hausvater und Leiter der Bruderschaft zur Pilgermission. Nachdem er sich 1854 mit Magdalene Böhringer verlobt hatte, musste er die Bruderschaft verlassen. Im Auftrag von St. Chrischona wirkte er fortan in Jerusalem.
Seit dem 26. November 1854 leitete Schneller dort das 1846 gegründete, 1849 aber wieder aufgelöste Brüderhaus, das zur Ausbildung von Missionaren für Äthiopien bestimmt war. Er verkaufte das Bruderhausgebäude, erwarb ein Grundstück und lebte als erster Europäer in einem eigenen Haus außerhalb der Stadtmauern Jerusalems. Schneller hatte im Brüderhaus Arabisch zu lehren. Zudem erhielt er bei Bischof Samuel Gobat (1799–1879) Unterricht.
1855 begann Schneller selbständig zu missionieren. Seinem Wirken war wenig Erfolg beschieden, so dass er sich seit 1860 caritativen Aufgaben zuwandte. In diesem Jahr war es infolge des drusisch-maronitischen Bürgerkriegs in Syrien im Bereich des heutigen Libanon sowie in Damaskus zu Christenverfolgungen gekommen, bei denen rund 30.000 Christen ihr Leben lassen mussten. Schneller reiste nach Beirut und Sidon, nahm nach seiner Rückkehr am 11. November 1860 einige Waisenkinder bei sich auf und begann mit dem Aufbau eines Waisenhauses. 1861 wurde ein Unterstützungskomitee, dem Vertreter der evangelischen Gemeinde Jerusalems, eingeschlossen Bischof Samuel Gobat angehörten, gegründet. Nach einer Grundschule für die 6- bis 14-Jährigen folgte eine vierjährige Berufsausbildung. 1871 waren bereits 55 Kinder im Waisenhaus untergebracht und 1884 mehr als 90. 1882 wurde zusätzlich eine Abteilung zur Ausbildung von Blinden eröffnet.
Um 1900 war das Gebiet des Syrischen Waisenhauses der größte zusammenhängende Baukomplex außerhalb der ummauerten Altstadt von Jerusalem. Mit seinem Einsatz wurde Schneller zum Wegbereiter diakonischer und missionarischer Aktivitäten im Nahen Osten.
Schneller konnte bis zu seinem Tod dort wirken und eine weit verzweigte Arbeit – mit Niederlassungen in Bethlehem, Bir Salem und Nazareth – aufbauen. Die 1894 einsetzende Verfolgung der Armenier machte sein Engagement nochmals dringlicher, so dass seine Söhne Theodor und Ludwig nach seinem Tod die Arbeit fortführten.
Schneller wurde in Jerusalem auf dem Zionsfriedhof von evangelischer Gemeinde und anglikanischer St. Georgskathedrale auf dem Berg Zion begraben.

## Werke
- Literatur von und über Johann Ludwig Schneller im Katalog der Deutschen Nationalbibliothek
- Nach Jerusalem müssen wir fahren: das Reisetagebuch des Pädagogen und Missionars Johann Ludwig Schneller im Herbst 1854; übertragen und herausgegeben von Jakob Eisler und Arno G. Krauß; Birsfelden: arteMedia, 2002; ISBN 3-501-01459-7 (Johannis) bzw. ISBN 3-905290-30-8 (arteMedia)

## Gedenktag
19. Oktober im Evangelischen Namenkalender.